# Paraligaria malawica
Paraligaria malawica es una especie de mantis de la familia Mantidae.

## Distribución geográfica
Se encuentra en Malaui.